# Jardim da Estrela

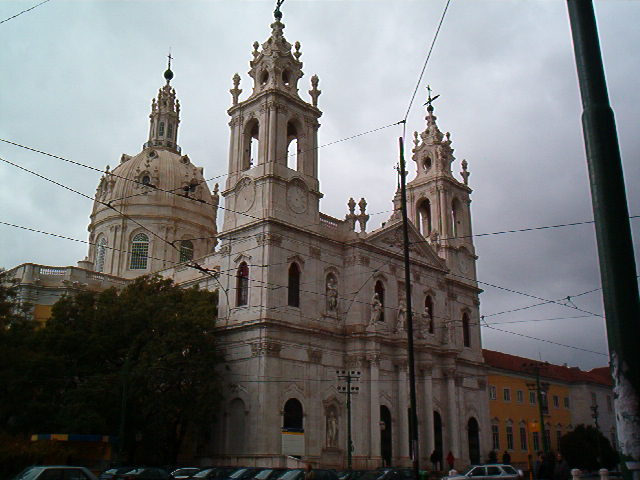
De frente a una de las entradas del jardín, la Basílica de la Estrella

El Jardim da Estrela, más tarde llamado Jardim Guerra Junqueiro, fue creado a mediados del siglo XIX, frente a la Basílica da Estrella, en Lisboa, en unos terrenos de Antonio José Rodrigues, a iniciativa de Antonio Costa Cabral, con el apoyo de la reina María II, José Manuel de Oliveira y un donativo de cuatro contos de un portugués de Brasil, Joaquim Manuel Monteiro. Los trabajos de construcción comenzaron en el año de 1842, siendo interrumpidos entre 1844 y 1850, debido a la complicada situación política, y se reanudan ese año, bajo la dirección de los jardineros Jean Bonnard y João Francisco. El parque fue oficialmente inaugurado el 3 de abril de 1852. En la segunda mitad del siglo XIX, el Paseo da Estrella estuvo de moda y en el momento poseía elementos que ya no existen, como invernaderos, quioscos y un pabellón chino. En los años 70 del siglo XIX, existía un león en su jaula que fue donado por Paiva Raposo, comúnmente conocido por León da Estrella, que estaba instalado en un pabellón cerca de la entrada de la avenida Pedro Álvares Cabral.

## Descripción
Los fines de semana los patos y carpas del lago se deleitan con la comida que llevan algunas familias, el jardín dispone también de una cafetería y de hermosos macizos de flores. Uno de los puntos centrales del jardín es el quiosco verde de hierro forjado, donde los músicos tocan en los meses de verano. Fue construido en 1884 y se encontraba originalmente en el paseo Público antes de la construcción de la avenida da Liberdade. El templete fue trasladado al jardín en 1936.
El jardín fue construido al estilo de los jardines ingleses, de inspiración romántica. Tiene 4,6 hectáreas.
El jardín posee varias estatuas:
- La Fuente de la Vida.
- Busto de Antero de Quental, de 1946-1951 de la autoría de Salvador Barata Feyo (1948).
- Busto del Actor Taborda, hecho en bronce por la Costa Motta (sobrino) (1914).
- La Hija del Rey, Guardando los Patos o a los Almacenes de los Patos, de la autoría de Costa Motta (sobrino) y Francisco Santos (1914), ubicada en el centro de uno de los lagos del jardín.
- El Cavador, de 1913, de la autoría de Costa Motta (tío).
- El Despertar, de 1911-1921, de la autoría de José Simões de Almeida (sobrino).

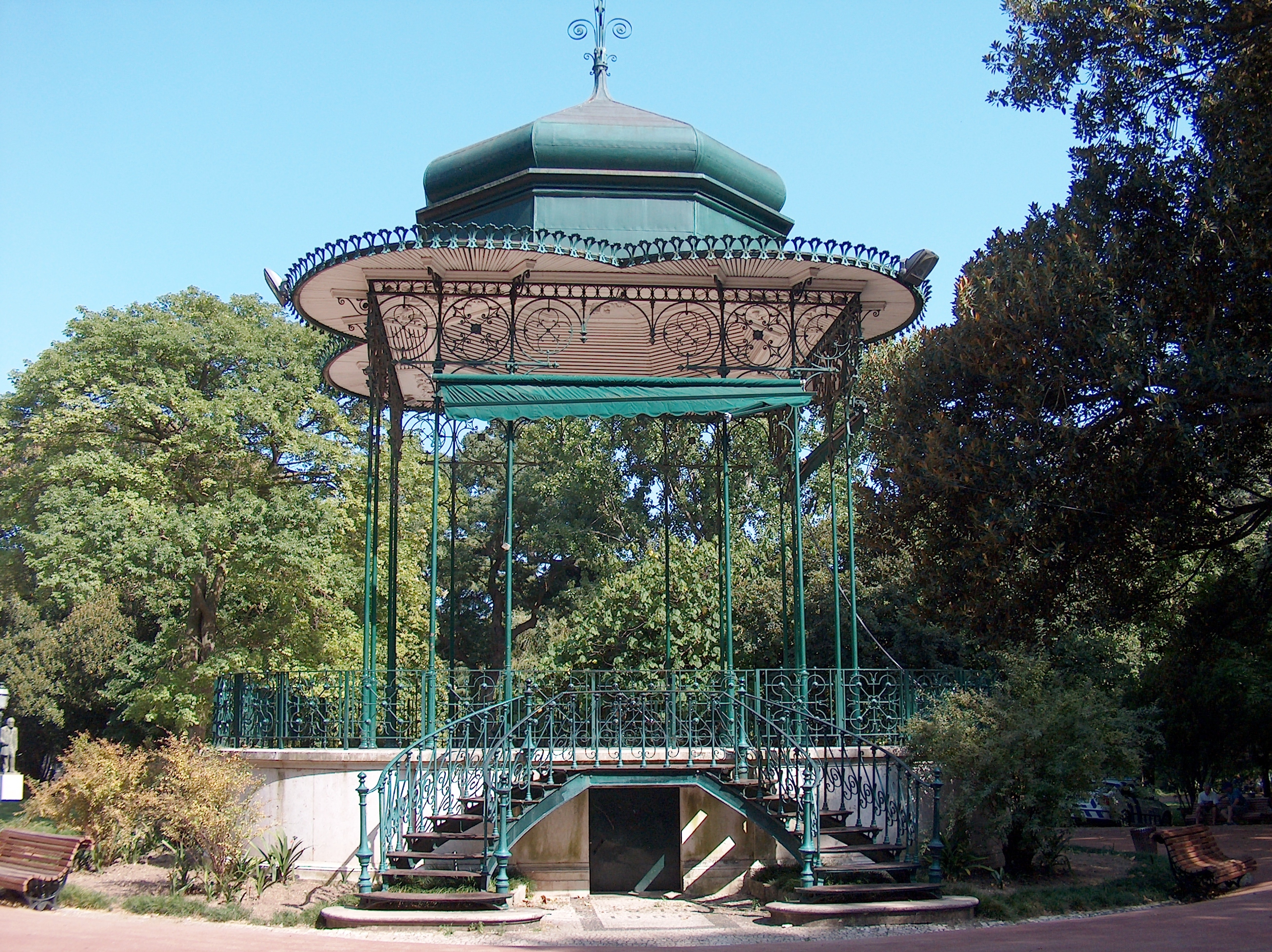
Quiosco

Junto a una de las entradas que da a la avenida Pedro Álvares Cabral, existe un elemento escultórico en madera, denominado Tronco Tallado, realizado precisamente a partir de la parte inferior de un tronco de árbol.
El jardín está abierto al público todos los días, desde las siete de la mañana hasta la medianoche.

## Ubicación y alrededores
El jardín se localiza en la parroquia de Lapa, estando delimitado al norte por la calle José Anastácio Rosa y calle de São Jorge, al oeste por la calle de la Estrella, al este por la calle de San Bernardo y, finalmente, al sur con la vereda de la Estrella y Ancho de la Estrella.
En el Cementerio Inglés, el norte de los jardines, se encuentra la tumba de Henry Fielding, novelista y dramaturgo inglés que murió en Madrid a la edad de 47 años y cuya última obra, publicada póstumamente, cuenta su viaje a España en un intento inútil para recuperar la salud.
Dispone de seis entradas, en el que destacan dos que remiten a uno de los extremos de la avenida Pedro Álvares Cabral (Monumento a Pedro Álvares Cabral) y dos que dan a la plaza de la Estrella. Las entradas están compuestas por puertas de hierro forjado, el jardín delimitado con rejas del mismo material.
Cuenta con dos parques infantiles y un jardín de infancia de la Santa Casa de la Misericordia. Junto a la entrada a la plaza de la Estrella, existe un centro de día. En el centro del jardín, la Cámara Municipal de Lisboa ofrece un puesto de periódicos de la Biblioteca Municipal. En la zona este del jardín hay un mirador.

## Fauna y flora

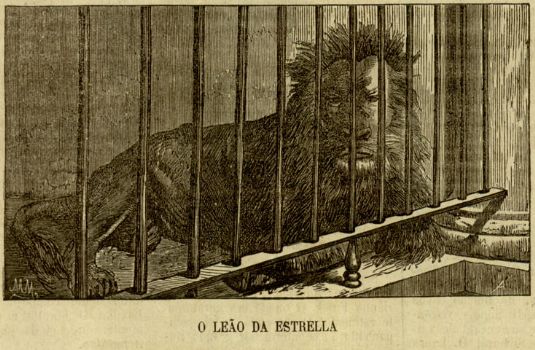
El León de la Estrella, en el grabado de 1873.

Junto a varios lagos del jardín pueden ser encontrados ánades reales, cisnes y gansos. Otras aves existentes son los pavos reales (Pavo cristatus), la cotorra de Kramer (Psittacula krameri) y el lorito senegalés (Poicephalus senegala).
De las especies vegetales encontradas en el jardín, se destacan las siguientes:
- higuera-de-australia (Ficus macrophylla)
- tipuana (Tipuana tipu)
- dragoeiro (Dracaena draco)
- jacaranda (Jacaranda mimosifolia)
- ginkgo (Ginkgo biloba)
- roble albariño (Quercus robur)
- cedro del himalaya (Cedrus deodara)
- bella sombra (Phytolacca dioica)
- araucaria de cook (Araucaria columnaris)
- palma de escobas (Chamaerops humilis humilis)
- palma de canarias (Phoenix canariensis)
- algarrobo (Ceratonia siliqua)
- castaño de indias (Aesculus hippocastanum)
- cedro del Líbano (Cedrus libani, las variedades)
- dombeya ( Dombeya × cayeuxii)
- kentia (Howea forsteriana)